# سد تاریک
نیروگاه تاریک در ۳۰ کیلومتری شهر رشت در استان گیلان قرار یک سد تنظیمی است که در سال ۱۳۴۷ در فاصله ۳۵ کیلومتری پایین دست سد مخزنی سفید‌رود ساخته شده. در سال ۱۳۸۸ ساخت نیروگاه سد تاریک شروع و در سال ۱۳۹۳ به عنوان اولین نیروگاه برق‌آبی کاپلان در کشور با ظرفیت تولید ۱۶.۴۶ گیگاوات ساعت انرژی برق‌آبی بهره برداری شد.

## تاریخچه
- ۱۳۴۷ اتمام ساخت سد تاریک و ساختمان نیروگاه؛[۳]
- ۱۳۸۲ بازنگری مطالعات مرحله دوم تجهیزات نیروگاه توسط شرکت ارمندآب؛[۳][۴]
- ۱۳۸۶ تهیه اسناد مناقصه به روش EPC توسط شرکت مهندسین مشاور تهران برکلی.[۳][۵]
- ۱۳۸۸ عقد قراداد EPC با شرکت رشد صنعت به عنوان پیمانکار صوت گرفت و آغاز عملیات اجرایی؛[۶]
- ۱۳۹۳ تکمیل نصب توسط شرکت توسعه آب و نیروی ایران و بهره برداری از نیروگاه؛[۶]

## نیروگاه سد تاریک
نیروگاه کاپلان سد تاریک یک طرح کوچک مقیاس شرکت توسعه منابع آب و نیروی ایران است که در ۳۵ کیلومتری پایین دست سد مخزنی سفید رود ساخته شده است. هدف از اجرای این طرح تولید سالیانه ۱۶/۴۶ گیگاوات ساعت انرژی از طریق کنترل جریان آب سفید رود با نیروگاه کاپلان سد تاریک می‌باشد. حوضچه پایاب این طرح از نوع بتنی و ابعاد حوضچه آن ۱۹ در ۲۶ متر و حجم حوضچه آن ۱۹۰۰ مترمکعب است.
حوضچه پایاب این طرح از نوع بتنی و ابعاد حوضچه آن ۱۹ در ۲۶ متر و حجم حوضچه آن ۱۹۰۰ مترمکعب است.
میزان آب رها شده از سد بالادست (سد سفیدرود یا منجیل) در برخی از فصول کمتر از مقادیر اقتصادی برای کار کردن واحدها بود این واحدها بصورت فصلی کار می‌نمودند.

## جزئیات نیروگاه سد
| نوع                         | مخزنی                            |
| ساختمان                     | بتنی در ۳ طبقه به ابعاد ۲۰×۱۹×۳۴ |
| دبی هر واحد                 | ۱۹ متر مکعب بر ثانیه             |
| هد                          | ۸/۵ متر                          |
| ظرفیت نصب                   | ۳ مگاوات                         |
| نوع شبکه                    | سراسری                           |
| نوع توربین                  | کاپلان                           |
| تعداد واحد                  | ۲                                |
| قدرت ژنراتور                | ۱/۸ مگاولت آمپر                  |
| ولتاژ خروجی ژنراتور         | ۶/۳ کیلوولت                      |
| فرکانس                      | ۵۰ هرتز                          |
| دور ژنراتور                 | ۷۵۰ دور در دقیقه                 |
| تعداد ترانسفورماتورهای اصلی | ۱                                |
| قدرت ظاهری ترانسفورماتور    | ۵ مگاولت آمپر                    |
| نسبت تبدیل                  | ۶/۳ به ۲۰ کیلوولت                |
| نوع پست                     | In-door                          |
| پانویس                      |                                  |